# Noctua corsatra
Noctua corsatra är en fjärilsart som beskrevs av Karl Schawerda 1926. Noctua corsatra ingår i släktet Noctua och familjen nattflyn. Inga underarter finns listade i Catalogue of Life.